# صمويل ألفيس
صمويل ألفيس (14 يونيو 1991 في بيلو هوريزونتي في البرازيل – )؛ هو لاعب كرة قدم كان يلعب كمدافع.

## وصلات خارجية
- صمويل ألفيس على موقع رابطة كرة القدم اليابانية للمحترفين (اليابانية)
- صمويل ألفيس على موقع قاعدة بيانات كرة القدم.إي يو (الإنجليزية)
- صمويل ألفيس على موقع Soccerway.com (الإنجليزية)
- صمويل ألفيس على موقع عالم كرة القدم.نت (الإنجليزية)